# Autobahndreieck Kreuz Uckermark
Das Autobahndreieck Kreuz Uckermark (auch Autobahndreieck Uckermark; Abkürzung: AD Uckermark; Kurzform: Dreieck Uckermark) ist ein Autobahnkreuz in Brandenburg bei Prenzlau. Es verbindet die Bundesautobahn 11 (Stettin – Berlin; Europastraße 28) mit der Bundesautobahn 20 (Ostseeautobahn), bevor diese zur Bundesstraße 166 wird.

## Geographie
Das Dreieck liegt auf den Gemeindegebieten von Gramzow und Uckerfelde im Landkreis Uckermark. Nächstgelegene Ortsteile sind Hohengüstow, Lützlow, Neu-Kleinow und Falkenwalde. Es befindet sich rund 100 Kilometer nordöstlich von Berlin, etwa 40 Kilometer südwestlich von Stettin und rund 30 Kilometer südlich von Pasewalk.
Es liegt in der brandenburgischen Landschaft Uckermark, nach der das Dreieck benannt ist. In der Nähe verläuft die Grenze zwischen Brandenburg und Mecklenburg-Vorpommern sowie die Grenze nach Polen.
Unweit des Dreiecks befindet sich der Naturpark Uckermärkische Seen, das Biosphärenreservat Schorfheide-Chorin und der Nationalpark Unteres Odertal.
Das Autobahndreieck Kreuz Uckermark trägt auf der A 11 die Anschlussstellennummer 5, auf der A 20 die Nummer 39.

## Geschichte
Schon mit den ersten Planungen des „Grundnetzes der Reichsautobahnen“ der HaFraBa zur heutigen A 20 (West-Ost-Verbindung) sollte die sogenannte Mecklenburger Nordlinie bei Schmölln in der Strecke Berlin-Stettin enden. Die Planungen wurden jedoch bis Kriegsende 1945 nicht mehr umgesetzt.
Mit den am 9. April 1991 von der Bundesregierung beschlossenen 17 Verkehrsprojekte Deutsche Einheit (VDE) wurde auch das VDE-Projekt Nr. 10, die A 20 von Lübeck bis Stettin als vierstreifiger Neubau, realisiert. Zwar wurde in Mecklenburg-Vorpommern stark von den Vorkriegsplänen abgewichen, jedoch entschied man sich ebenfalls für einen Anschluss an die A 11 bei Schmölln (ca. 8 Kilometer südwestlich). Im Dezember 2001 erfolgte die Freigabe des 7. Abschnitts der A 20 von Pasewalk Süd bis zum Autobahndreieck Kreuz Uckermark.

## Bauform und Ausbauzustand
Beide Autobahnen sind vierstreifig ausgebaut. Alle Verbindungsrampen sind einstreifig ausgeführt.
Das Kreuz wurde als angepasstes Kleeblatt angelegt.
Die Namengebung ist darauf zurückzuführen, dass zwar die Autobahnen A 11 und A 20 ein Dreieck bilden, aber wenn man den Verlauf der B 166 mitbetrachtet, ergibt sich ein Kreuz: Die A 20/B 166 kreuzen die A 11.

## Verkehrsaufkommen
Das Autobahndreieck Kreuz Uckermark gehört mit rund 21.000 Fahrzeugen pro Tag zu den am schwächsten frequentierten Verkehrsknotenpunkten in Deutschland.
| Von                    | Nach                 | Durchschnittliche tägliche Verkehrsstärke | Anteil Schwerlastverkehr |
| ---------------------- | -------------------- | ----------------------------------------- | ------------------------ |
| AS Schmölln (A 11)     | AD Kreuz Uckermark   | 08.200                                    | 22,8 %                   |
| AD Kreuz Uckermark     | AS Gramzow (A 11)    | 17.000                                    | 11,7 %                   |
| AS Prenzlau-Süd (A 20) | AD Kreuz Uckermark   | 14.700                                    | 08,9 %                   |
| AD Kreuz Uckermark     | Autobahnende (B 166) | 02.200                                    | 17,4 %                   |